# Jean II (roi de Hongrie)
Pour les articles homonymes, voir Jean II.
Jean II de Hongrie ou Jean Sigismond Zapolya (en hongrois : Szapolyai János Zsigmond), né le 7 juillet 1540 à Buda et décédé le 14 mars 1571 à Gyulafehérvár, est un prince de Transylvanie, également roi de Hongrie. Il est fils du roi Jean Ier de Hongrie et d'Isabelle Jagellon, fille du roi Sigismond Ier de Pologne.

## Contexte
Après la défaite de Mohács de 1526, la Hongrie est divisée entre l'Empire ottoman (qui occupe le centre du pays ou « Transdanubie »), les Habsbourg (qui en deviennent les rois dans la partie nord-occidentale aussi appelée « Cisdanubie »), et la principauté de Transylvanie (agrandie de la partie orientale du pays).

## Règne
En dépit du traité de Nagyvárad de 1538 qui officialise ce partage, Jean II encore mineur est élu roi de Hongrie en 1540 par les partisans de son père. Son tuteur est le régent-cardinal Giorgio Martinuzzi. La cour s’installe à Buda, qui est alors assiégée par Ferdinand de Habsbourg.
Le 28 août 1542, le sultan ottoman Soliman Ier vainc les armées autrichiennes et prend en otage les chefs militaires hongrois venus le visiter dans son camp. Il fait installer un gouverneur turc à Buda et occuper une partie de la Cisdanubie jusqu'au lac Balaton. Quant à Jean II et son tuteur Martinuzzi, ils gouvernent la Transylvanie et leur part de la Hongrie depuis Gyulafehérvár.
En 1549, Martinuzzi négocie l’accord de convention de Nyírbátor qui laisse la couronne de Hongrie aux Habsbourgs tout en conservant la Transylvanie agrandie à Jean II. Par la suite, en 1551, il fait signer à Jean II un traité par lequel celui-ci renonce au titre de roi contre d'importants avantages financiers. Sa mère refuse cet accord, ce qui pousse Ferdinand Ier à occuper la Transylvanie et à nommer Martinuzzi voïvode avant de le faire assassiner. Jean II et Isabelle, devenue tutrice de son fils, doivent s’exiler pour la Silésie où la reine Isabelle obtient le duché de Münsterberg.
Devant l’occupation de la Transylvanie par les Habsbourg, le sultan réagit et envahit à son tour la principauté puis s’empare de la ville de Temesvár en 1552.
Convoquée et dirigée par le sultan, la Diète de Transylvanie rappelle en 1556 Jean II et sa mère. Il gouverne alors comme vassal de l'Empire ottoman (à l'instar des voïvodes moldave et valaque), se convertit au protestantisme, et passe l’édit de tolérance de Torda, considéré comme le premier décret de liberté religieuse en Europe. Il encourage également l’établissement de l’unitarisme en Transylvanie.
Le 16 août 1570, le traité de Spire transforme la principauté de Transylvanie en un état indépendant. Jean II renonce alors définitivement au titre de roi de Hongrie pour celui de prince de Transylvanie mais il meurt dès le 14 mars 1571 sans laisser d'héritier au pays et léguant une situation juridique incertaine aux Ordres de la Principauté.

## Exégèse moderne
Depuis le XIXe siècle les interférences nationalistes dans la recherche historique ont abouti à renommer la principauté de Transylvanie agrandie des parties orientales de la Hongrie : « royaume de Hongrie orientale ». Ce renommage s'inscrit dans les controverses politiques entre historiens magyars et roumains au sujet de l'histoire de la Transylvanie :
- l'historiographie hongroise limite son existence à 141 ans durant la période 1570-1711, considérant qu'elle n'a été créée qu'au moment du traité de Spire et qu'elle a cessé d'exister lors du remplacement du prince hongrois Ferenc II Rákóczy par des gouverneurs autrichiens en 1711 ;
- l'historiographie roumaine, pour sa part, se référant à la liste des princes de Transylvanie et aux institutions propres de cette région (voïvode élu par la Diète transylvaine, lois spécifiques, armée transylvaine, et, parmi les divisions territoriales, des joupanats gouvernés selon le jus valachicum reconnu par la charte de 1383)[3] considère qu’elle a existé durant 756 ans de 1111 à 1867[4].

Ces divergences d'interprétation des mêmes faits aboutissent à présenter Jean-Sigismond Zapolya plutôt comme un roi de Hongrie orientale que comme un prince de Transylvanie, et ne lui accordent ce dernier titre qu'à partir du traité de Spire de 1570 (quelques mois avant sa mort) alors qu'en fait il l'avait, tout comme son titre royal, depuis 1540. Le point de vue hongrois domine largement dans les notices d'autorité internationales.